# Potiguaras

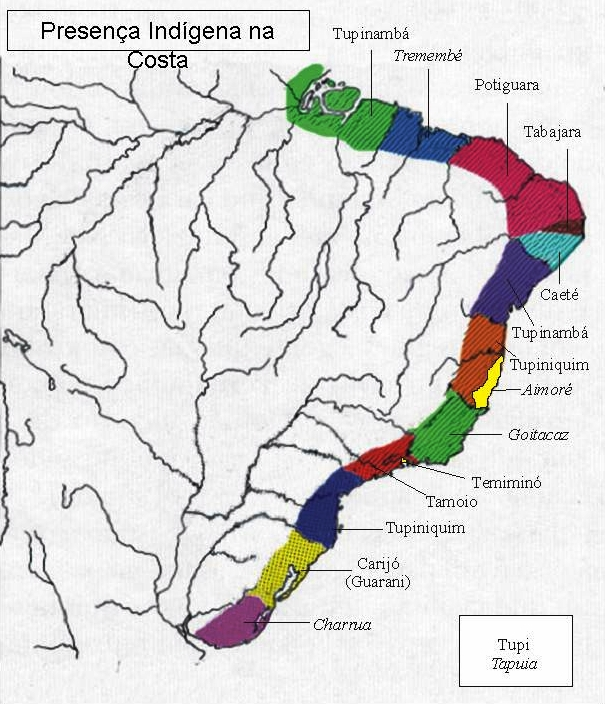
Distribuição dos grupos de língua diferente desconhecida na costa brasileira no século XVI

Os potiguaras, também conhecidos como potiguares, petiguares, pitaguares, pitiguares e pitiguaras, são um grupo indígena brasileiro que, no século XVI, ocupava áreas hoje pertencentes aos estados de Pernambuco, da Paraíba, do Rio Grande do Norte e do Ceará. Foi uma das etnias tupis que resistiu por mais tempo aos invasores portugueses, utilizando um complexo sistema de alianças com ingleses e, principalmente, franceses comerciantes de pau-brasil. No entanto, foram os potiguaras que melhor deram provas de reconhecido valor, inteligência e heroicidade no apoio que deram ao Reino de Portugal nas Batalhas de Guararapes, no contexto da Guerra Luso-Holandesa. Atualmente a língua tupi está em processo de revitalização entre eles.

## História
No século XVI, os potiguaras somavam aproximadamente 90 000 indivíduos. Eram grandes canoeiros e combateram os invasores portugueses. Um importante episódio de resistência naquele século foi a chamada Guerra dos Potiguaras, cuja primeira fase ocorreu de 1574 a 1599. Seu estopim foi o sequestro de uma filha de um cacique potiguara por um poderoso senhor de engenho. Aliados aos franceses, os potiguaras combateram os invasores, bem como seus aliados os tabajaras (embora, durante um período da guerra, os estes formaram uma aliança anticolonal com os portiguaras).
Os potiguaras falavam a língua tupi antiga e celebravam os ritos que compunham a mitologia tupi. Vários descendentes da tribo dos potiguares adotaram, ao serem submetidos ao batismo cristão, o sobrenome "Camarão", sendo o mais célebre destes o combatente Filipe Camarão (1580/1600-1648), considerado um dos maiores ameríndios da história luso-americana, já que foi decisivo, a exemplo do luso-paraibano André Vidal de Negreiros, na grandiosa vitória contra os neerlandeses durante a Insurreição Pernambucana (1645-1649).
Sobre os séculos seguintes, escrevem Felipe Milanez e Fabrício Santos:
Em que pese toda a tragédia dos 450 anos de violência colonial — e de tenaz resistência anticolonial e anticonquista —, os potiguaras nunca deixaram de ocupar a região da baía da Traição. Em todos os séculos, há provas desse comportamento, como em 1859, quando escreveram uma carta a dom Pedro II pedindo a expulsão dos invasores de suas terras. Reorganizaram-se politicamente nos anos 1970, enquanto a ditadura civil-militar de 1964-85 tentava exterminar os últimos sobreviventes, e, liderados por grandes chefes, [...] conseguiram expulsar os fazendeiros invasores e obtiveram a demarcação da Terra Indígena Potiguara em 1988 e da Terra Indígena Jacaré de São Domingos em 1988 e da Terra Indígena Potiguara de Monte-Mór em 2004 — e ainda aguardam a demarcação de Mundo Novo/Viração. Atualmente [em 2021], liderados  por caciques e professores e professoras indígenas, reaprendem nas escolas a se comunicar em tupi-guarani.— Milanez, Felipe; Santos, Fabricio Lyrio (2021). «Uma guerra de 25 anos». Guerras da conquista: Da invasão dos portugueses até os dias de hoje. Rio de Janeiro: HarperCollins. p. 151. 300 páginas

## Condições atuais e distribuição
Nos dias atuais, os potiguaras habitam o nordeste do Brasil no estado da Paraíba, junto aos limites dos municípios de Rio Tinto, Baía da Traição e Marcação (na Terra Indígena Potiguara, Terra Indígena Jacaré de São Domingos e Terra Indígena Potiguara de Monte-Mor); e no Ceará, nos municípios de Crateús (na Terra Indígena Monte Nebo); Monsenhor Tabosa e Tamboril (Terra Indígena Potigatapuia: Mundo Novo e Viração ou Serra das Matas). Tais aglomerações falam o potiguara, um idioma da família tupi-guarani.
Sua população gira em torno de 13 547 pessoas, sendo uma das maiores do Brasil e a maior do Nordeste etnográfico — estados do Piauí, Ceará, Rio Grande do Norte, Paraíba, Pernambuco, Alagoas, Sergipe e a parte setentrional da Bahia. Estão distribuídos em 37 localidades, sendo que 29 delas são consideradas aldeias, além da forte presença nas áreas urbanas dos municípios de Baía da Traição, Marcação e Rio Tinto.

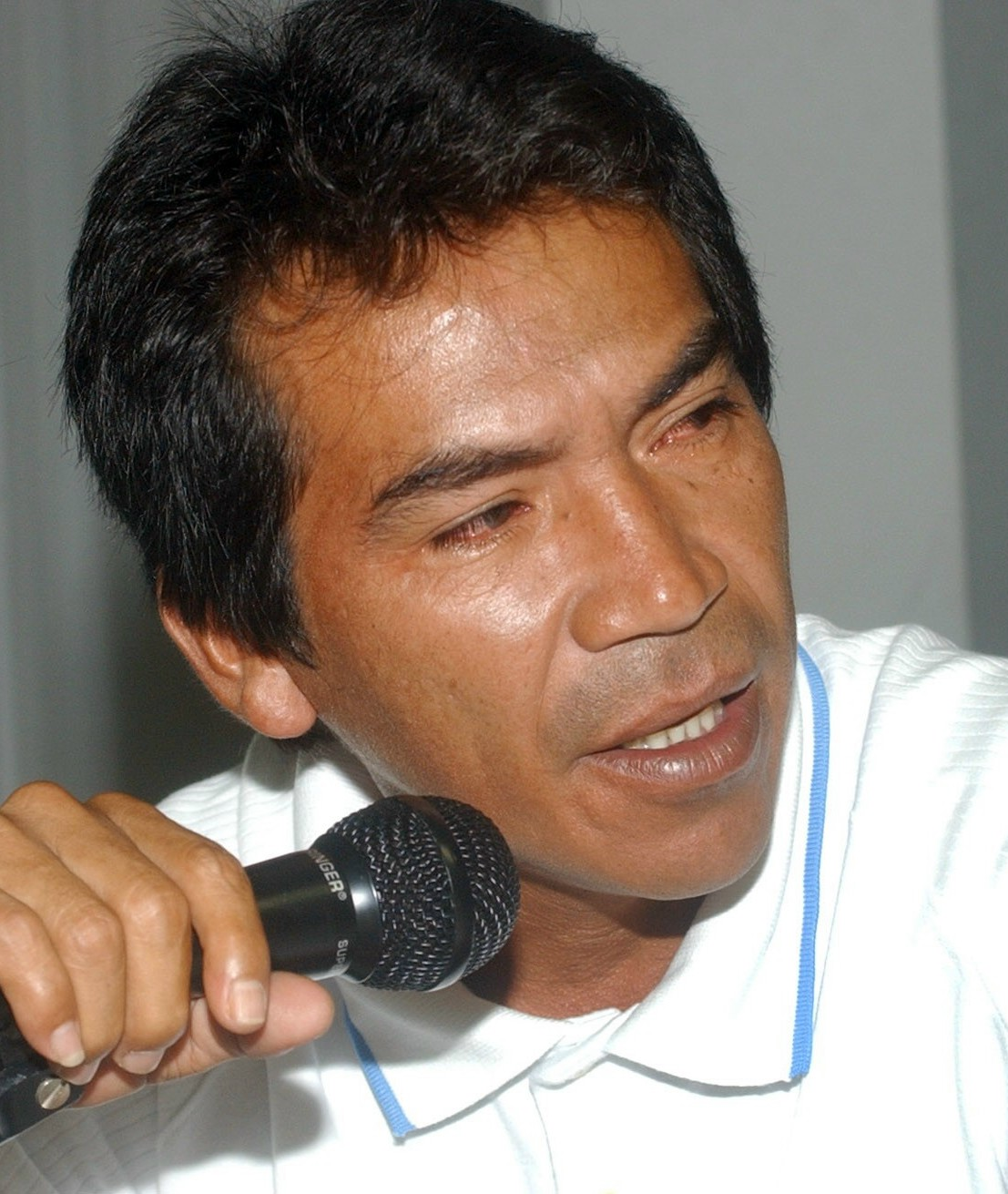
Antônio Pessoa: um dos líderes potiguaras contemporâneos

Processos migratórios também levaram contingentes significativos dos potiguara a habitarem cidades como Mamanguape, João Pessoa,  Cabedelo, Bayeux e Santa Rita, na Paraíba, bem como Canguaretama, Baía Formosa e Vila Flor, no Rio Grande do Norte e na cidade do Rio de Janeiro.

## Organização e aldeias
Em termos organizativos, a distribuição do poder de decisão e de representação se dá a partir dos grupos de famílias extensas, que geralmente estão alocadas em aldeias próximas umas às outras. Cada aldeia possui um cacique ou representante que media as relações da comunidade com os órgãos oficiais (Fundação Nacional do Índio, Fundação Nacional de Saúde, prefeituras etc.) e comerciais (usinas, guias de turismo, criadores de camarão etc.) e resolve pequenos problemas da localidade. Além desses representantes locais, existe um cacique-geral, que representa o grupo em seu todo, principalmente perante os órgãos oficiais e a justiça. Esses cargos são resultado das adaptações realizadas historicamente nas formas de representação política do grupo étnico desde o século XIX.
Neste contexto, os povoados que são considerados aldeias são aqueles que possuem um líder ou representante, geralmente chamado de cacique, não importando necessariamente a quantidade de pessoas que neles habitem.

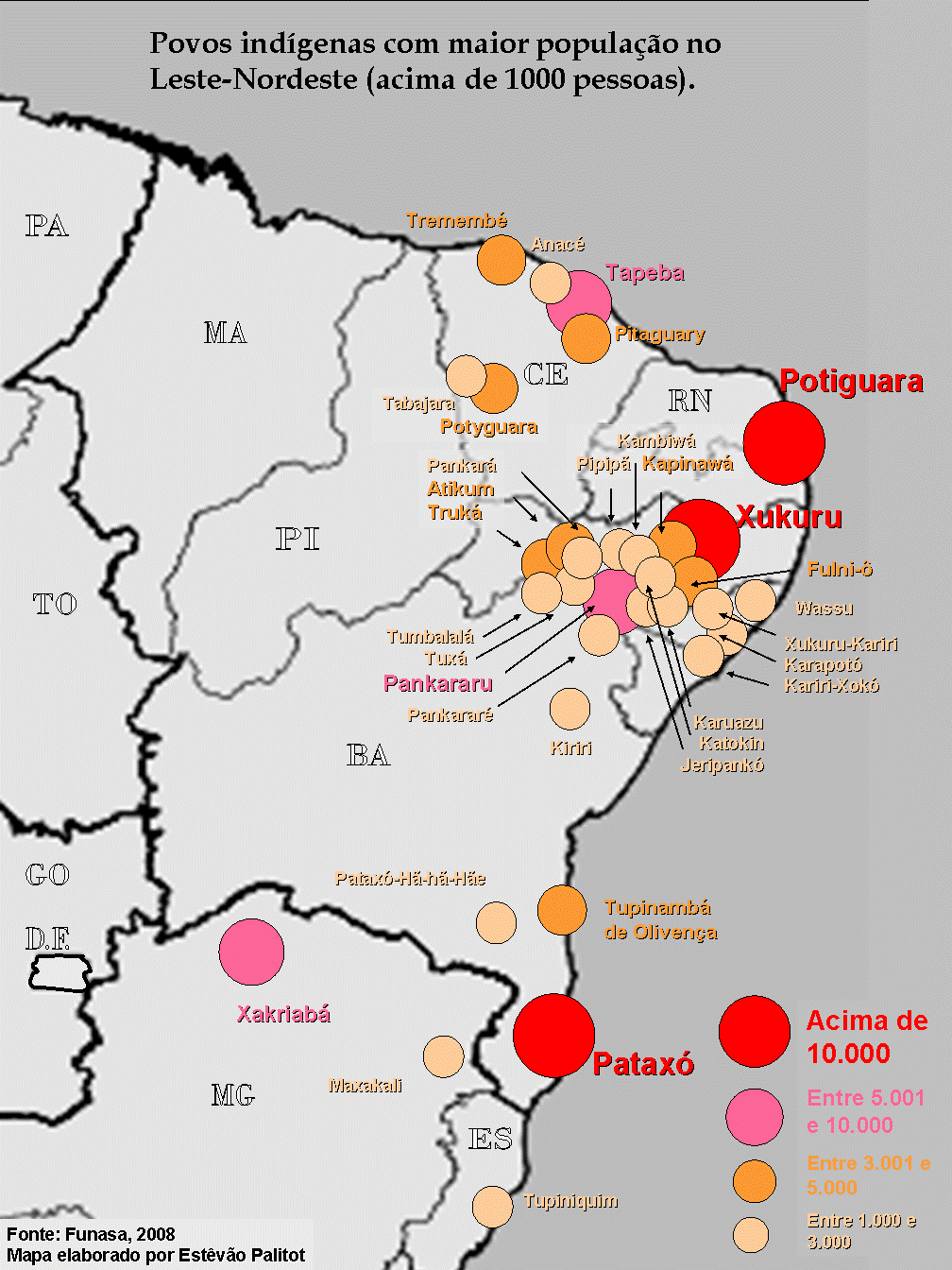
Principais etnias indígenas do Nordeste Oriental

### Lista de aldeias potiguaras
- Acajutibiró
- Jaraguá
- Bento
- Borel
- Brejinho
- Caieira
- Camurupim
- Carneira
- Cumaru
- Estiva Velha
- Forte
- Galego
- Grupiúna de Cima
- Grupiúna
- Jacaré de César
- Jacaré de São Domingos
- Lagoa do Mato
- Lagoa Grande
- Laranjeiras
- Nova Brasília
- Santa Rita
- São Francisco
- Silva
- Silva de Belém
- Tracoeira
- Tramataia
- Três Rios
- Vila Monte-Mor
- Vila São Miguel

### Estrutura da área
Além dessas aldeias, existe em torno de uma dezena de outros povoados que não possuem representante oficialmente reconhecido e que são representados pelo líder da aldeia mais próxima. Como exemplos, temos Sarrambim, Taiepe, Bemfica, Vau, Gameleira, Engole Vivo e Mata Escura. Monte-Mor e Três Rios passaram a ser consideradas como aldeias há pouco tempo: Monte-Mor quando passou a contar com um representante, saindo da esfera da aldeia Jaraguá; já Três Rios, depois que os indígenas da zona urbana de Marcação retomaram uma faixa de terras ocupadas por canaviais e refundaram o antigo povoado que havia existido no local.
Os indígenas que moram na Baía da Traição, porém, geralmente recorrem aos representantes das aldeias Forte, São Miguel e Acajutibiró pela proximidade destas com o centro da cidade, quando não diretamente ao Posto Indígena da Fundação Nacional do Índio, localizado no Forte.
As terras indígenas ocupam um espaço de 33 757 hectares distribuídos em três áreas contíguas, nos municípios de Baía da Traição, Rio Tinto e Marcação. A terra indígena potiguara situa-se nos três municípios anteriormente referidos e possui 21 238 hectares. Foi demarcada em 1983 e homologada em 1991. A Terra Indígena Jacaré de São Domingos tem 5 032 hectares nos municípios de Marcação e Rio Tinto, cuja homologação se deu em 1993.
Por fim, a Terra Indígena Potiguara de Monte-Morrar, com 7 487 hectares, em Marcação e Rio Tinto, está em processo de demarcação, em razão de conflitos com as usinas de açúcar e a Companhia de Tecidos Rio Tinto.

## Economia ano 1965

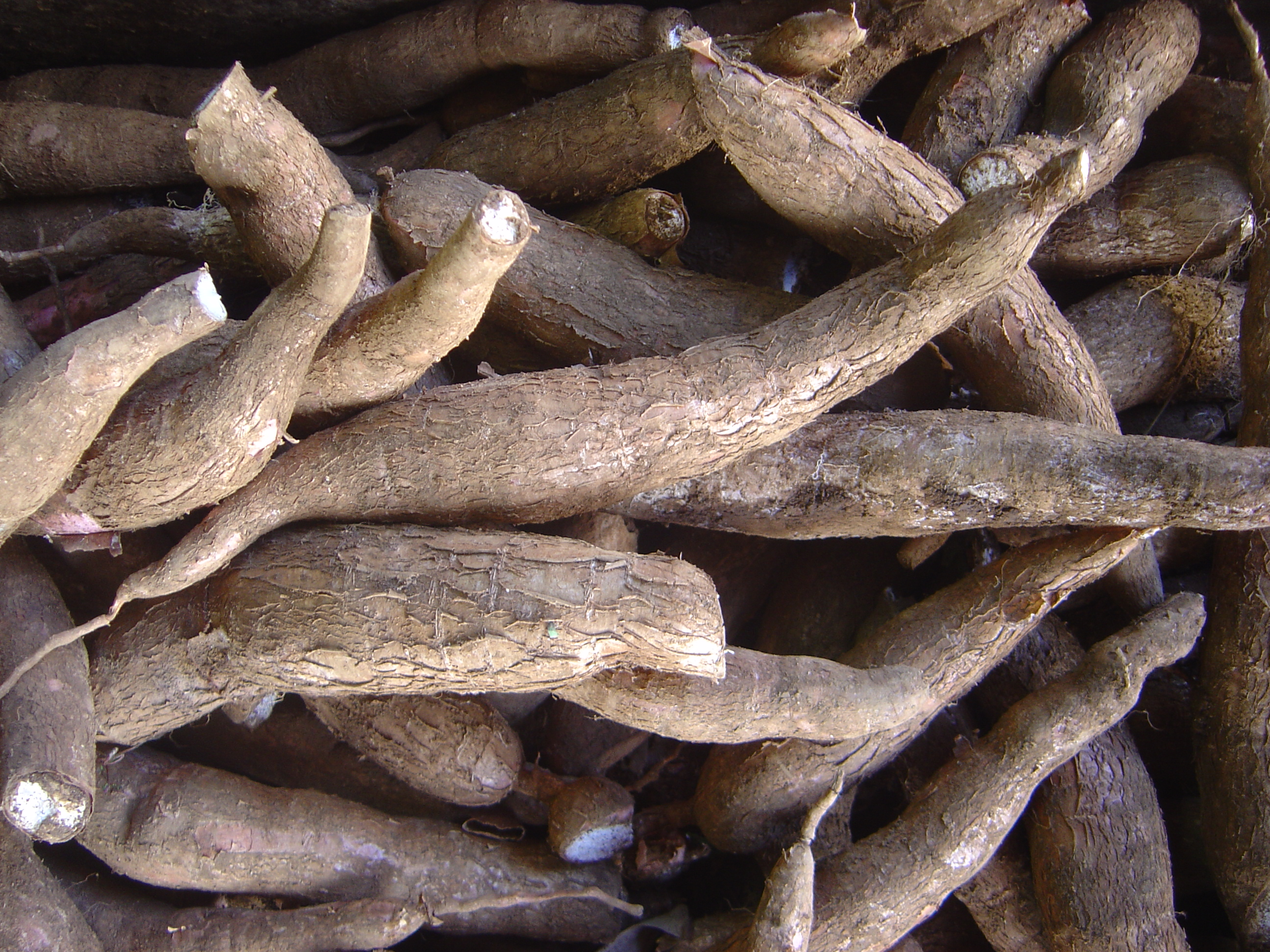
Mandioca, importante meio de subsistência dos potiguaras

As principais atividades econômicas desenvolvidas pelos indígenas são:
- a pesca marítima (na Baía da Traição, Camurupim e Tramataia) e nos mangues (em quase todas as aldeias), o extrativismo vegetal (mangaba, dendê, caju e batiputá);
- a agricultura de subsistência (milho, feijão, mandioca, macaxeira, inhame, frutas etc.);
- a criação de animais em pequena escala (aves, caprinos, bovinos, muares e equinos);
- o plantio comercial de cana-de-açúcar (geralmente em terras arrendadas para usinas);
- a criação de camarões em viveiros;
- o assalariamento rural (principalmente nas usinas de cana) e urbano; e
- o funcionalismo público (com destaque para as prefeituras).

Durante muitas décadas, a economia da região esteve centralizada na dinâmica da Companhia de Tecidos Rio Tinto, que contratava inúmeros trabalhadores indígenas e não indígenas em suas fábricas e criava um mercado consumidor para a produção agrícola e pesqueira. Nos últimos anos, após a falência da companhia, a economia da região está baseada na exploração da cana-de-açúcar, no turismo e na criação de camarões.

## Língua
A língua tupi está atualmente em processo de revitalização pelo povo potiguara no norte da Paraíba. Embora tenha suas raízes nas gramáticas de José de Anchieta e Luís Figueira, por estar sendo usado nos dias atuais passa por um processo de adaptação àquele povo e aos tempos modernos, que exigem uma renovação do vocabulário.
Em seguida, uma amostra de texto na língua. O estribilho é um lema entre os potiguaras da Paraíba:
| Em tupi         | Em português       |
| --------------- | ------------------ |
| Asé o'ar,       | A gente nasce,     |
| asé oikobé,     | a gente vive,      |
| asé omanõ,      | a gente morre,     |
| iandé anama te  | mas nosso povo     |
| oikobé kó ybýpe | viverá nesta terra |
| auieramanhẽ ne. | para sempre.       |

## Religião

### Diversidade de denominações religiosas
Originalmente praticantes da religião tupi, atualmente muitos potiguaras são cristãos (católicos, batistas, betéis, fiéis da Assembleia de Deus, da Igreja Universal do Reino de Deus, Brasil para Cristo, da Igreja de Jesus Cristo dos Santos dos Últimos Dias, dentre outras) ou optam por práticas espirituais ancestrais que veneram entidades e realizam rituais ligados ao candomblé, à umbanda, ao catimbó e à jurema.
O catolicismo é a religião institucionalizada mais antiga entre os potiguaras, remontando ao período colonial, e fonte dos simbolismos étnicos, históricos e territoriais representados pelas velhas igrejas de Nossa Senhora dos Prazeres e São Miguel, com seus oráculos e festas anuais — existem 19 igrejas na área Potiguara e nas aldeias seus padroeiros são festejados anualmente, os quais são momentos de encontro e aliança entre as comunidades.
Nos últimos anos, tem crescido a atuação de missionários católicos ligados ao Movimento Carismático, o que tem modificado as feições tradicionais do catolicismo potiguara. As chamadas igrejas evangélicas, ou "de crentes", estão presentes na área desde a década de 1960, sendo, as mais atuantes, Betel (três templos), Batista (um templo denominado "Gênese" e dois "Histórica"), Assembleia de Deus (nove templos), Brasil para Cristo (um templo) e Testemunhas de Jeová. Várias aldeias dispõem de templos para a realização dos cultos e é constante a movimentação de pastores nas terras indígenas.
Os umbandistas e juremeiros são alvo de muitos estigmas, sendo acusados de feitiçaria e classificados como catimbozeiros. Sua presença e atuação são discretas, embora existam alguns terreiros e oficiantes publicamente conhecidos residindo nas aldeias. Até 2008, existiam cerca de dez locais de tais práticas espiritualistas. Em Vila Monte-Mor, há um centro espírita kardecista dirigido por um casal formado por uma índia e um não indígena.[carece de fontes?]
Em interação com este universo multifacetado mas aparentemente invisível, existem inúmeros rezadores e rezadeiras que curam males físicos e espirituais e que se vinculam às práticas mais tradicionais do catolicismo. É com discrição que a maioria dos indígenas menciona o contato com aqueles que consideram como os espíritos dos antepassados durante o Toré e outros. Contudo, afirmam que este tipo de contato é real e que seus antepassados ainda hoje estão presentes nas matas e furnas da região. Que os matos, mangues e as águas são habitados por entidades que lhes protegem e que os caboclos velhos tinham a faculdade de conversar com esses seres. Além disso, o tratamento com plantas medicinais e o recurso aos poderes sobrenaturais das entidades da natureza e aos antepassados fazem parte das formas de construção da etnicidade, garantindo a especificidade cultural do grupo.
No entanto, nem todos os indígenas assumem tais práticas como legítimas devido a fatores como a conversão religiosa, em que os conceitos de saúde, doença e cura são expressos geralmente através das interpretações oficiais das igrejas.

## Interação social

### Complexidade
Para aqueles que imaginam os potiguaras vivendo em relativo isolamento geográfico, social e cultural, a constatação da complexidade das relações nesse campo de ação indigenista é chocante: a extensão da área de ocupação tradicional é muito grande (mais de 30 000 hectares, distribuídos em três municípios) e o volume da população nesse território (mais de 35 000 habitantes entre indígenas e não indígenas). A presença das áreas urbanas de Rio Tinto, Vila Monte-Mor, Marcação e Baía da Traição e a dispersão da população indígena em 26 aldeias nos mostram o quanto a vida dos indígenas na Paraíba é complexa.
Outros fatores tornam as ações indigenistas na região mais complicadas: a intensa proximidade entre indígenas e não indígenas, não permitindo uma clara definição dos limites efetivos do grupo social para os "de fora". Apesar da presença antiga do órgão indigenista oficial na região (Fundação Nacional do Índio), atestando as fronteiras geográficas, étnicas e jurídicas, a ação indigenista oficial contribui, ela mesma, para a complexificação das fronteiras étnicas na região, na medida em que a distribuição de recursos e as estratégias de controle e repressão da população criam uma instabilidade situacional que abre a possibilidade de os indivíduos transitarem entre identidades possíveis, dentro e fora dos limites da administração indigenista. Além de tudo isso, o território potiguara situa-se no meio do caminho entre João Pessoa e Natal, e abriga uma colônia de pescadores na Baía da Traição e os restos da Companhia de Tecidos Rio Tinto na Vila Monte-Mor, além de ter linhas diárias de ônibus ligando à Microrregião do Brejo Paraibano e à capital. Sem citar as rotas turísticas que saem da praia de Pipa, no Rio Grande do Norte, e de João Pessoa com direção às aldeias para comprar artesanato, ou nos ônibus com banhistas, que, todo fim de semana, congestionam a rua principal da Baía da Traição, vindos de várias cidades do interior. Assim, não há a mínima possibilidade de conceber o universo social potiguara como isolado ou com pouca comunicação com o "mundo exterior".
Somem-se, a isso, as várias agências de contato que estão presentes na área: Fundação Nacional do Índio, Fundação Nacional de Saúde, prefeituras, secretarias estaduais, empresas de turismo, usinas de álcool e açúcar, Instituto Brasileiro do Meio Ambiente e dos Recursos Naturais Renováveis, organizações não governamentais, universidades e escolas, igrejas e movimentos religiosos, todas atraídas pelos indígenas, pela riqueza do meio ambiente ou pela história da região. Essa pluralidade de "atores", agências e fluxos (econômicos, culturais, de informações etc.) torna impossível o controle dos contatos e das relações dos indígenas com esses sujeitos sociais, deixando o campo muito mais aberto e dinâmico do que se poderia imaginar — ou o agente de políticas públicas desejar — a respeito de um povo indígena.

### Séculos de interação
Com toda essa interação que já vem de séculos, fenotipicamente a população potiguara é, há muito, bastante heterogênea e de aparência miscigenada, existindo indígenas por vezes louros ou com feições negroides, frutos de séculos de mestiçagem com povos colonizadores, invasores, trazidos ou migrados — franceses, holandeses, portugueses, negros e, por último, cidadãos vindos de regiões limítrofes.
Sobre tal interação étnica, no livro O Povo Brasileiro, o escritor Darcy Ribeiro ressalta:
Outros mamelucos gerados pelos franceses foram com os Potiguaras, na Paraíba, e com os Caetés, em Pernambuco. Alcançaram certa prosperidade pelas mercadorias que eles induziram os índios a produzir e carrear para numerosos navios. Sua mercadoria era, principalmente, o pau‐de‐tinta, mas também barganhavam a pimenta-da-terra, o algodão, além de curiosidades como os soins e papagaios.— Darcy Ribeiro
Depreende-se, desses fatos, que os potiguaras vêm interagindo com povos não indígenas desde a pré-fundação da capitania da Paraíba em 1585.